# Stare Czarnowo
Stare Czarnowo (niem.: Neumark) – wieś w województwie zachodniopomorskim, w powiecie gryfińskim, w gminie Stare Czarnowo, przy drodze wojewódzkiej nr 120. Przystanek PKS. Miejscowość jest siedzibą gminy Stare Czarnowo.
W latach 1975–1998 miejscowość administracyjnie należała do województwa szczecińskiego.
Według danych z 2011 roku Stare Czarnowo zamieszkiwały 623 osoby.

## Historia
Wieś wzmiankowana w 1255 w dokumencie nadającym cystersom z Kołbacza prawo do wolnego targu. W 1459 istniał tu szpital św. Jerzego, pełniący jednocześnie funkcję przytułku dla ubogich i starców. W połowie XVI w. Stare Czarnowo było określane jako miasteczko, do XIX w. korzystało z prawa organizowania corocznych tygodniowych jarmarków w oktawie Świętego Marcina. Nieistniejący kościół parafialny stał się w XVI w. ośrodkiem luterańskiej prepozytury kołbackiej, w XVIII w. podniesionej do rangi superintendentury. Zabudowa wsi małomiasteczkowa, z licznymi domami wąskofrontowymi, zwróconymi szczytem do ulicy.
W okresie bezpośrednio powojennym Stare Czarnowo nosiło nazwę Czarnowo. Zaczerpnięta ona została z pierwszego zeszytu Atlasu nazw geograficznych Słowiańszczyzny Zachodniej ks. Stanisława Kozierowskiego (1874–1949), który został opublikowany w 1934 r.
Ks. Kozierowski zaproponował tę nazwę na podstawie nazwy Cirnow, zaczerpniętą z dokumentu rzekomo pochodzącego z 1226 r. (rzekomo, bo sfabrykowanego przez cystersów w XIV w.), ale oddającego stan nazewnictwa miejscowego sprzed okresu kolonizacji na prawie niemieckim. Oficjalnie nazwa Stare Czarnowo wprowadzona została rozporządzeniem ministrów administracji publicznej i ziem odzyskanych z dnia 15 marca 1947 r. o przywróceniu i ustaleniu urzędowych nazw miejscowości. Ustalona ona została przez Komisję Ustalania Nazw Miejscowych działającej przy Ministerstwie Administracji Publicznej.

## Zabytki
W centrum znajduje się kościół parafialny pw. Matki Bożej Wspomożenia Wiernych, zbudowany w 1826, murowany z cegły. Nad nawą, wychodząca z połaci dachowej nadbudowana drewniana wieża, z hełmem o ośmiobocznym szpicu. Od wschodu nowsze prezbiterium, trzyboczne, ze szkarpami. Obiekt zabytkowy – nr rej. A-144 z 8.12.2003 r.
W pobliżu pozostałości osady kultury pucharów lejkowatych z młodszej epoki kamienia. W 2016 roku w pobliżu wsi znaleziono skarb składający się z monet arabskich z czasów panowania Sasanidów i Abbasydów (V–VIII w.) oraz średniowiecznej biżuterii (kolczyków, koralików i naszyjników) ponadto dokonano odkrycia neolitowej osady szacowanej na pochodzącą z 5100-4900 lat p.n.e. związanej z kulturą ceramiki wstęgowej rytej.
Początek znakowanego czerwonego turystycznego Szlaku przez Trawiastą Buczynę.
W pobliżu wsi znajduje się Jezioro Czarnowskie.